# Вечный свет
«Вечный свет» (лат. Lux Æterna) — французский драматический  фильм 2019 года, снятый Гаспаром Ноэ. 
Фильм показывался во внеконкурсной программе Каннского кинофестиваля 2019.

## Сюжет
В картине сочетаются рефлексия на тему кинопроизводства (показан процесс воображаемых съёмок). Метафорическая драма, в центре сюжета которой две актрисы играющие самих себя, в фильме о казни ведьм.

## В ролях
- Шарлотта Генсбур — Шарлотта
- Беатрис Даль — Беатрис
- Мика Арганараз — Мика
- Карл Глусман — Карл
- Эбби Ли — Эбби

## Критика
На агрегаторе рецензий Rotten Tomatoes рейтинг одобрения составляет 63 % на основе 56 обзоров со средней оценкой 5,9 из 10. Консенсус веб-сайта гласит: «Стильный, но пустой, „Вечный свет“ представляет собой разочаровывающий регресс для сценариста и режиссера Гаспара Ноэ». 
На Metacritic фильм получил в среднем 58 баллов из 100 на основе 5 рецензий, что указывает на «смешанные или средние отзывы».